# Суюнчев, Мурат Ханафиевич
Мурат Ханафиевич Суюнчев (род. 25 августа 1961) — советский инженер-строитель, российский политик, член Совета Федерации (2011—2015).

## Биография
В 1978 году поступил на работу мастером производства в специализированном управлении отделочных работ (СУОР) «Карачайчеркеспромстрой». В 1984 году окончил Ставропольский политехнический институт по специальности «инженер-строитель». С 1985 по 1986 год проходил военную службу в рядах Советской армии. С 1987 по 1989 год работал в ремонтно-строительном управлении (РСУ) треста «Электронстрой» (Усть-Джегута), в 1989 году стал мастером в кооперативе «Орбита», находившемся в том же городе.
С 1991 по 1994 год — ассистент на кафедре экономики строительства в Карачаево-Черкесском филиале Ставропольского политехнического института. В 1997 году окончил аспирантуру Российской академии государственной службы. Кандидат экономических наук.
С 1997 по 2008 год был директором ООО «Квест-А».
В 2009 году избран депутатом Народного Собрания (Парламента) Карачаево-Черкесской Республики (вошёл в список «Единой России» как сторонник, а не член партии), являлся председателем Комитета по экономической политике, бюджету, финансам, налогам и предпринимательству.
7 апреля 2011 года после отставки президента Карачаево-Черкесии Бориса Эбзеева и прихода на его место Рашида Темрезова одновременно были сменены оба члена Совета Федерации от республики — в частности, новым представителем парламента вместо ушедшего в отставку Зураба Докшокова депутаты избрали Мурата Суюнчева.
С ноября 2011 по сентябрь 2014 года являлся членом Комитета по бюджету и финансовым рынкам, с мая по ноябрь 2011 — член Комитета по бюджету, с июля по ноябрь 2011 — член Комиссии по контролю за обеспечением деятельности Совета Федерации и Комиссии по физической культуре, спорту и развитию олимпийского движения. С октября 2014 по июнь 2015 вновь состоял в Комитете по бюджету и финансовым рынкам.
3 июня 2015 года Совет Федерации досрочно прекратил полномочия сенатора Суюнчева на основании его заявления.
С 29 июня 2015 года — управляющий Отделением Пенсионного фонда Российской Федерации по Карачаево-Черкесской Республике.
26 июля 2018 года указом главы Карачаево-Черкесии Рашида Темрезова назначен вице-премьером и министром финансов республики, сменив в этой должности Рустама Эльканова, который занимал её с 2011 года.
12 октября 2021 года Темрезов официально объявил состав нового правительства Карачаево-Черкессии во главе с Муратом Аргуновым, в котором Суюнчев сохранил должность вице-премьера, а новым министром финансов стал Вадим Валентинович Камышан.

## Награды
- Почётная грамота Совета МПА СНГ (17 апреля 2014 года, Межпарламентская ассамблея СНГ) — за активное участие в деятельности Межпарламентской Ассамблеи и её органов, вклад в укрепление дружбы между народами государств — участников Содружества Независимых Государств[6]